# Hana-Rawhiti Maipi-Clarke
Hana-Rawhiti Kareariki Maipi-Clarke (nacida en 2002) es una política neozelandesa que representa al Partido Maorí como miembro de la Cámara de Representantes de Nueva Zelanda desde las elecciones generales de Nueva Zelanda de 2023. Es la diputada más joven desde James Stuart-Wortley, que fue elegido en las elecciones de 1853 con 20 años y 7 meses.

## Primeros años de vida y familia
Tiene ascendencia en Waikato, Ngāpuhi, Ngāti Porou, Te Āti Awa y Ngāi Tahu. El locutor Potaka Maipi es su padre. Es sobrina nieta de la activista  por el idioma maorí Hana Te Hemara. Taitimu Maipi, cuyo activismo contribuyó a la eliminación de la estatua del Capitán Hamilton en 2020, es su abuelo. Wi Katene, el primer diputado maorí nombrado para el Consejo Ejecutivo, era su tatarabuelo.
Recibió su educación en Te Wharekura o Rākaumangamanga en Huntly. A los 17 años publicó un libro, Maahina, sobre maramataka, el calendario lunar maorí. Rangi Mātāmua la inspiró a investigar el tema cuando dio una conferencia sobre Matariki. En 2023, impartió un curso de formación a los New Zealand Warriors sobre maramataka y Matariki.

## Carrera política
Durante Te Wiki o te Reo Māori en septiembre de 2022, pronunció un discurso en las escaleras de la Casa del Parlamento. Posteriormente, varios partidos políticos se acercaron a Maipi-Clarke y le pidieron que considerara unirse a ellos.
Tanto ella como su padre estaban siendo considerados por Te Pāti Māori (Partido Maorí) como candidatos para el electorado Hauraki-Waikato. Al final, el partido quería una «perspectiva juvenil» y ella fue seleccionada para competir en el electorado en las elecciones de 2023. Ella ocupó el cuarto lugar en la lista del partido para 2023. Durante la campaña, fue objeto de múltiples presuntos allanamientos de morada, a los que Te Pāti Māori se refirió como motivadas políticamente. La policía le emitió una llamada de atención por allanamiento de morada a un hombre mayor que presuntamente era un conocido activista del Partido Nacional.
En las elecciones generales de 2023 celebradas el 14 de octubre, venció a la diputada laborista en el cargo Nanaia Mahuta por un margen de 2911 votos. Elegida a los 21 años, se convirtió en la segunda miembro más joven del Parlamento de Nueva Zelanda, y la más joven en 170 años.  Es la segunda más joven detrás de James Stuart-Wortley, quien fue elegido en la primera elección general del país en 1853 cuando tenía 20 años y 7 meses – y que en realidad no debería haber sido elegido, ya que el requisito de edad mínima era 21 años. pero mintió sobre su edad.
A mediados de diciembre de 2023, se había unido al comité selecto de asuntos maoríes del Parlamento. También se convirtió en portavoz de desarrollo maorí de Te Pāti Māori, rangatahi (jóvenes), idioma maorí, soberanía Kai (alimentación), agricultura, conservación, deportes y recreación, seguridad alimentaria, bioseguridad y aduanas.
A mediados de septiembre de 2024, se convirtió en una de los cuatro ganadores del Premio Político del Año 2024 de One Young World. La organización le otorgó el premio sobre la base de que «su participación en el ámbito político permitió a los jóvenes maoríes y a las generaciones más jóvenes tener voz dentro de la democracia de Nueva Zelanda».
El 14 de noviembre de 2024, protestó contra un proyecto de ley en el parlamento de Nueva Zelanda que definiría los principios del tratado entre los maoríes y la Corona. Ella protestó rompiendo por la mitad una copia del Proyecto de Ley de Principios del Tratado durante su primera lectura en el Parlamento, mientras dirigía el haka «Ka Mate». Después de esto, el presidente, Gerry Brownlee, suspendió el Parlamento durante 20 minutos y amonestó a Maipi-Clarke por sus acciones, suspendiéndola del Parlamento durante 24 horas.

## Puntos de vista y posiciones
Durante su primer discurso en diciembre de 2023, criticó al gobierno de coalición liderado por el Partido Nacional, afirmando que había «atacado todo mi mundo desde todos los rincones». Identificó la salud, el medio ambiente, el agua, la tierra, los recursos naturales y los niños como áreas clave de desacuerdo con el gobierno.

## Reconocimientos
En 2024, fue reconocida como una de las mujeres más influyentes del mundo por la BBC al incluirla en la lista 100 Mujeres.